# La Femme sans mari
Pour plus de détails, voir Fiche technique et Distribution.
La Femme sans mari (One Is a Lonely Number) est un film américain réalisé par Mel Stuart, sorti en 1972.

## Fiche technique
- Titre original : One Is a Lonely Number
- Titre français : La Femme sans mari
- Réalisation : Mel Stuart
- Scénario : David Seltzer (screenplay), d'après une histoire de Rebecca Morris
- Direction artistique : Walter M. Simonds
- Décors : George Gaines
- Costumes : Dina Joseph (Costume and Wardrobe Department)
- Photographie : Michel Hugo
- Montage : David Saxon
- Musique : Michel Legrand
- Production : Stan Margulies
  - Production déléguée : David L. Wolper
- Société(s) de production : Metro-Goldwyn-Mayer
- Société(s) de distribution : (États-Unis) Metro-Goldwyn-Mayer
- Pays de production : États-Unis
- Année : 1972
- Langue originale : anglais
- Format : couleur (Metrocolor) – 35 mm – 1,85:1 – mono
- Genre : drame
- Durée : 97 minutes
- Dates de sortie : 
  - États-Unis : 19 juin 1972
  - France : 17 mai 1973

## Distribution
- Trish Van Devere : Amy Brower
- Monte Markham : Howard Carpenter
- Janet Leigh : Gert Meredith
- Melvyn Douglas : Joseph Provo
- Jane Elliot : Madge Frazier
- Jonathan Goldsmith[1] : Sherman Cooke
- Mark Bramhall : Morgue Attendant
- Paul Jenkins : James Brower
- Scott Beach[2] : Frawley King
- Henry Leff : Arnold Holzgang

## Distinction

### Nomination
- Golden Globes 1973 :
  - Meilleure actrice dans un film dramatique pour Trish Van Devere